# 歐卡托撞擊坑
歐卡托撞擊坑（Occator，/ɒˈkeɪtər/）是矮行星穀神星表面的一個撞擊坑，位於穀神星北半球的花見高原（Hanami Planum），其引人注目之處在於，它是“亮斑5”（黎明號所觀測到穀神星表面最亮的反照率特徵）的所在地點。在早期凱克天文台觀測影像中就已經發現到它的存在，並被標記為“A區”。
該撞擊坑以羅馬神話中代表農具耖的神明，也是農業與穀物之神刻瑞斯的助手歐卡托命名。
科學家於2015年7月宣布黎明號在亮斑上方發現了煙霧，而且不止一次觀測到這種現象。這表明穀神星上某個地區可以維持氣體的存在，甚至可能是穀神星大氣的基礎。煙霧停留在亮斑附近，撞擊坑的大半個區域都被煙霧覆蓋，大大提升了亮斑由冰構成的可能性。這團煙霧極有可能是亮斑中的冰體昇華所形成，也提升了某種冰火山活動正在進行的推測。
但在12月9日，科學家宣稱穀神星表面，包括歐卡托撞擊坑中“亮斑5”的亮斑可能與某種鹽有關.。它們可能是包含了硫酸鎂的鹽滷；這些斑點也被發現與富含氨的粘土相關。

## 影像

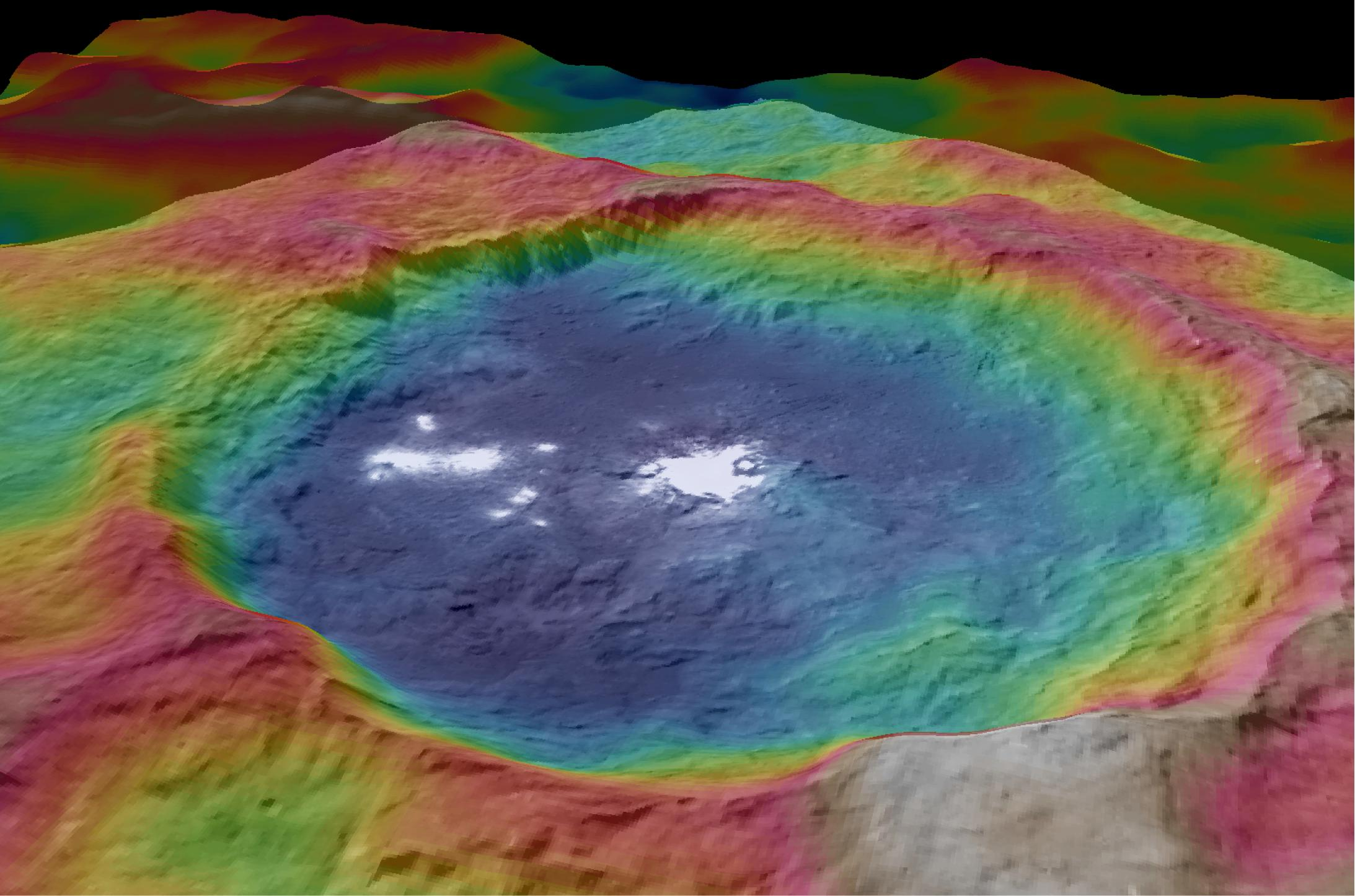
以假色代表高程的地形圖 （2015年12月）
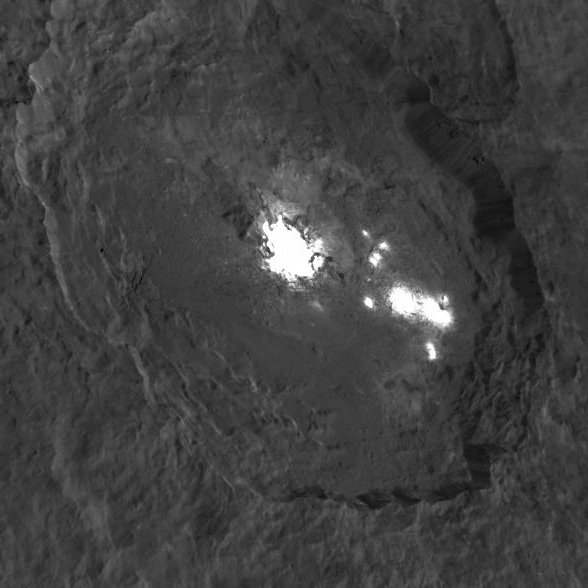
斜視圖 （2015年12月）
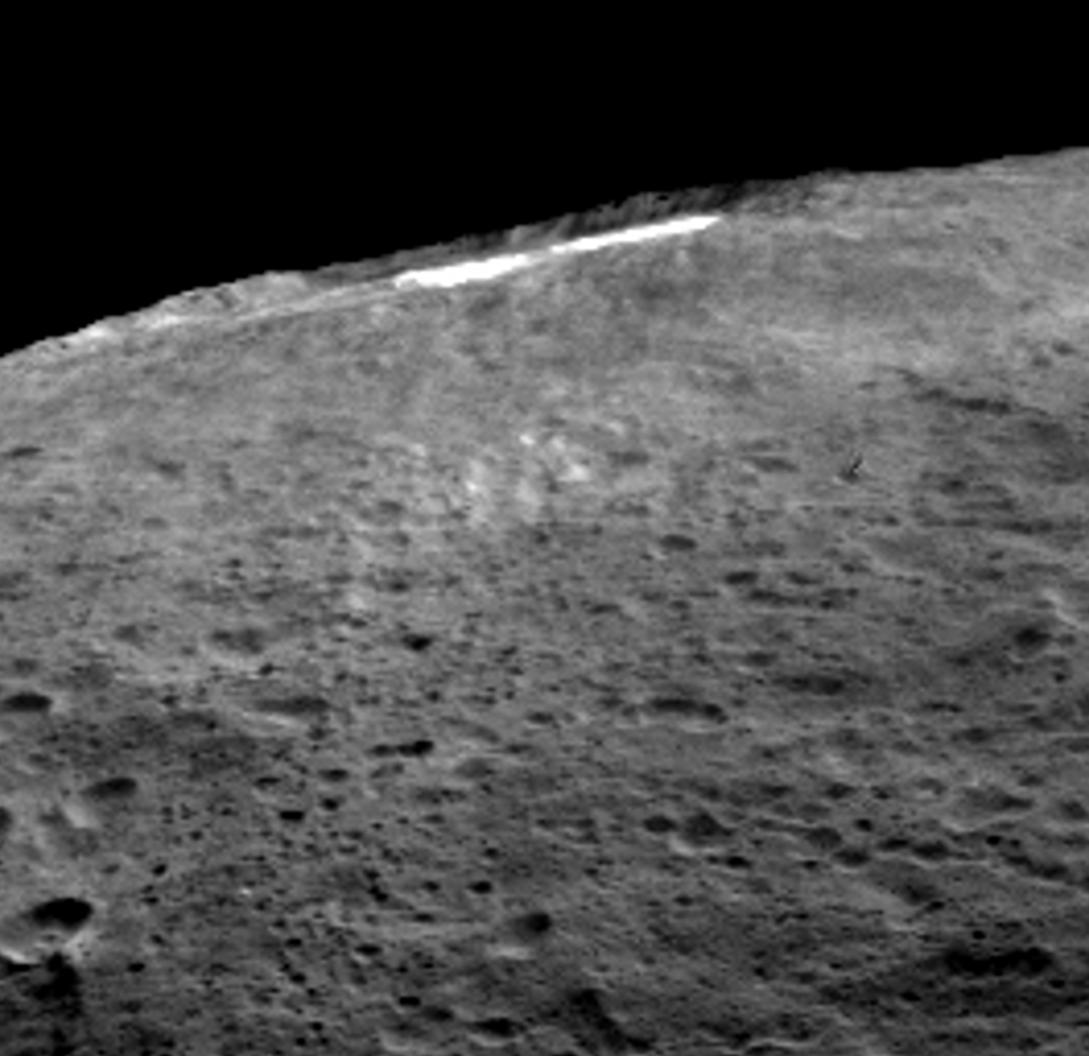
側視圖 （2015年12月）
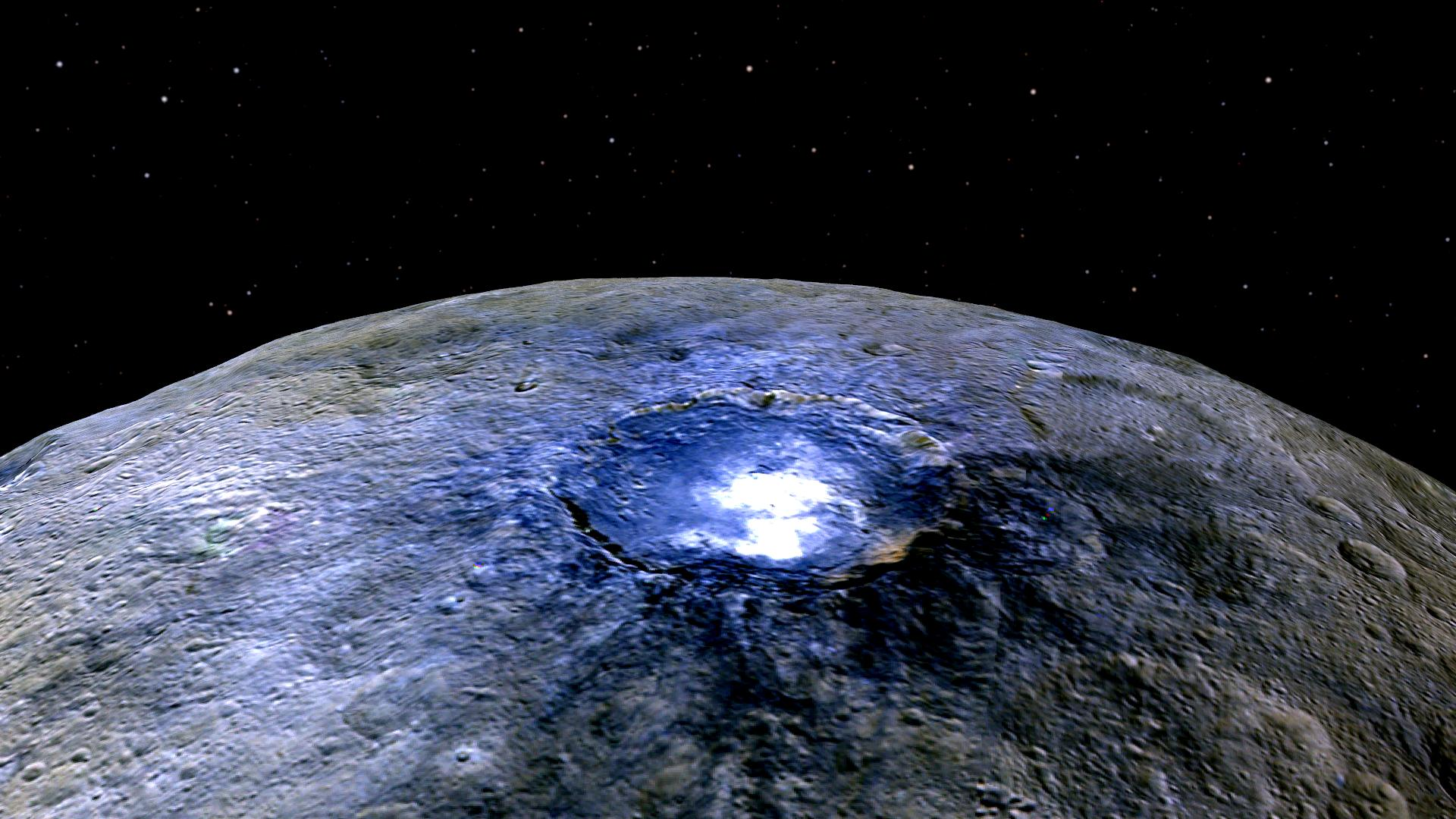
假色 （2015年12月）
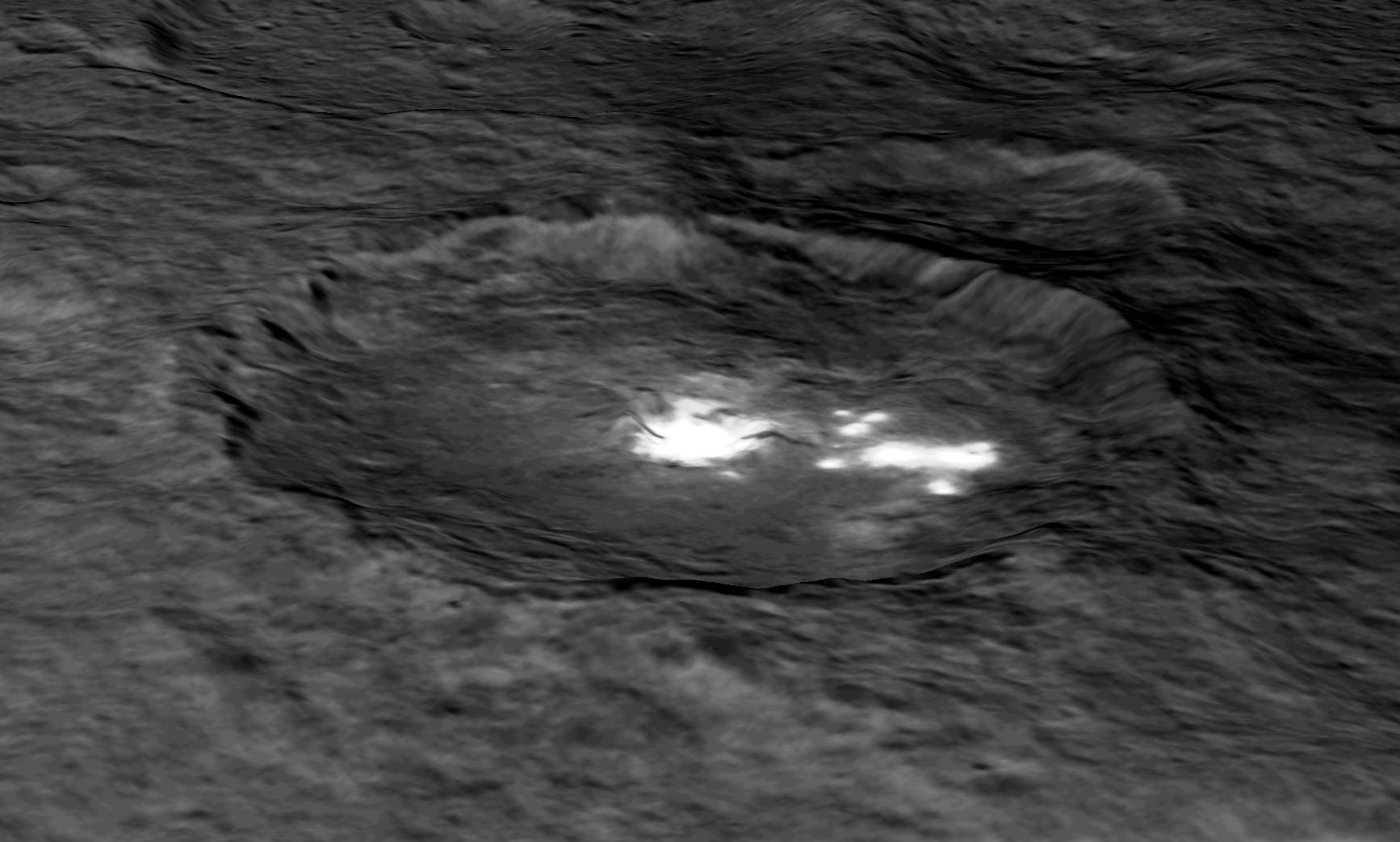
類3D視角 （2015年12月）
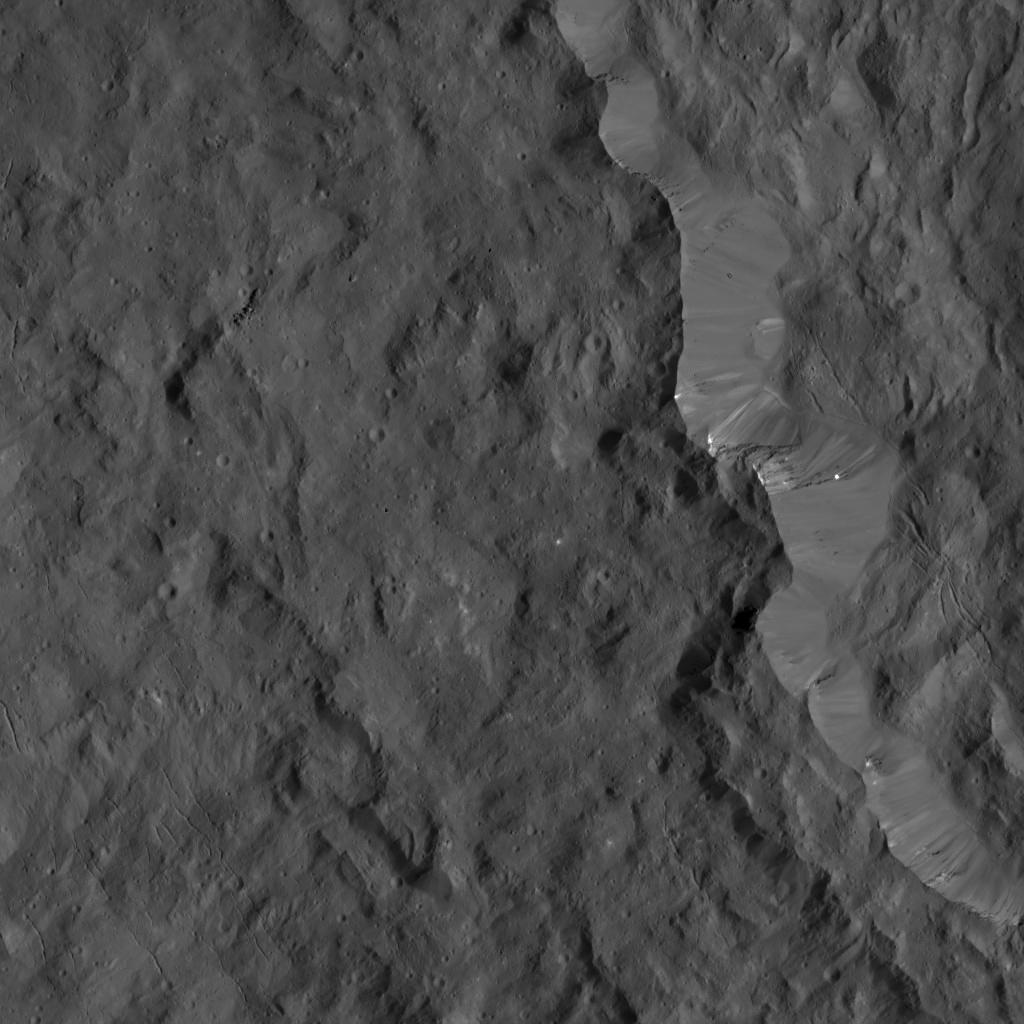
撞擊坑環西緣近距離影像 （2016年1月）